# Ayami Kojima
Ayami Kojima (小島 文美, Kojima Ayami) é uma ilustradora e artista conceitual japonesa que é mais conhecida pelo seu trabalho na série de videogame Castlevania, da Konami. Ela é autodidata e gosta de ler shonen mangás.

## Estilo
Geralmente falando, o traço de desenho e composição de Kojima é feito praticamente usando giz de cera Conté. As sombras são escurecidas monocromaticamente usando ambos Conté e tinta nanquim. A composição das cores é então bloqueada no uso de tinta acrílica diluída. Os aspectos texturizados de três dimensões na maioria das pinturas são criados usando moldagem e uma espátula. Durante a adição de cores mais fortes, água adicional e os dedos da artista (sujando) são usados para criar uma degradência brilhante que aparenta ser constante nos trabalhos de Kojima. Uma vez que a pintura base está completa, pinceladas metálicas são aplicadas com uma espátula. Brilhos e luzes são aumentados usando um medium brilhante.

## Castlevania
Ayami Kojima teve seu nome conhecido em nível internacional quando o produtor de jogos Koji Igarashi chamou a artista para trabalhar no jogo Castlevania: Symphony of the Night.  O convite aconteceu em 1996 e o jogo foi lançado um ano depois. Castlevania foi aclamado pela crítica, principalmente oriental. O motivo foi a beleza dos personagens e cenários, trabalho realizado por Ayami. A arte lhe rendeu um contrato com a produtora japonesa Konami e notoriedade na Europa e nos Estados Unidos.

## Trabalhos
- Castlevania: Symphony of the Night[carece de fontes?] (Konami, 1997)
- Söldnerschild (Koei, 1998)
- Castlevania Chronicles[2] (Konami, 2001)
- Castlevania: Harmony of Dissonance[carece de fontes?] (Konami, 2002)
- Castlevania: Aria of Sorrow[carece de fontes?] (Konami, 2003)
- Castlevania: Lament of Innocence[carece de fontes?] (Konami, 2003)
- Castlevania: Curse of Darkness[carece de fontes?] (Konami, 2005)
- Castlevania: The Dracula X Chronicles (Konami, 2007)
- Samurai Warriors 3 Artbook[3] (Koei, 2009)
- Castlevania: Harmony of Despair[3] (Konami, 2010)
- Dynasty Warriors 7 Artbook[3] (Koei, 2011)
- Bloodstained: Ritual of the Night Artwork Packaging[3] (Inti Creates, 2018)